# مقاطعة ماكهنري (داكوتا الشمالية)
ماكهنري (بالإنجليزية: McHenry)‏ هي إحدى مقاطعات ولاية داكوتا الشمالية في الولايات المتحدة الأمريكية.